# Сырское

Остановка

Сы́рское — село Липецкого района Липецкой области. Административный центр Сырского сельсовета.

## География
Расположено на правом берегу реки Воронеж. Граничит с Липецком на северо-западе, с Подгорным на юге, с р.Воронеж на востоке.
Через Сырское проходит Воронежское шоссе.

## История
Возникло в первую четверть XVII века. Вместе с селом Романово (Ленино) было владением крупного феодала дяди царя Михаила Фёдоровича И. Н. Романова.
В 1842-1846 годах в селе была построена каменная Покровская церковь.
Первое упоминание о деревянной церкви в селе Сырском из Писцовой и межевой книги
Лебедянского уезда письма, меры и межеванья писца Григория Федоровича Киреевского ( 1627-28 гг.) (с включениями по 1632 г.): 
"(л.213)...За боярином же за Иваном Никитичем
(л.213) село Сырское. А в нем церковь во имя Покрова Пресвятые Богородицы. А в церкве образы и книги и ризы и колокола строенье мирское. Да на церковной земле
(во дворе) поп Иван. Да за попом на церковной земле (во дворе) пономарь Корнюшка Васильев..."
Цитируется по: Гамаюнов А.И. "Лебедянь в начале XVII века", опубликовано: "Исторический квартал", выпуск 3 (2013 г.)

## Население
| 2002 | 2010  | 2012  | 2021  |
| ---- | ----- | ----- | ----- |
| 3485 | ↘3457 | ↗3567 | ↘3548 |

## Транспорт
По границе с Сырским ходят липецкие городские автобусы № 35, 36, 37, 20, трамваи 1 и 5. Непосредственно в Сырское заезжает автобус № 103.